# 菲羅塔斯

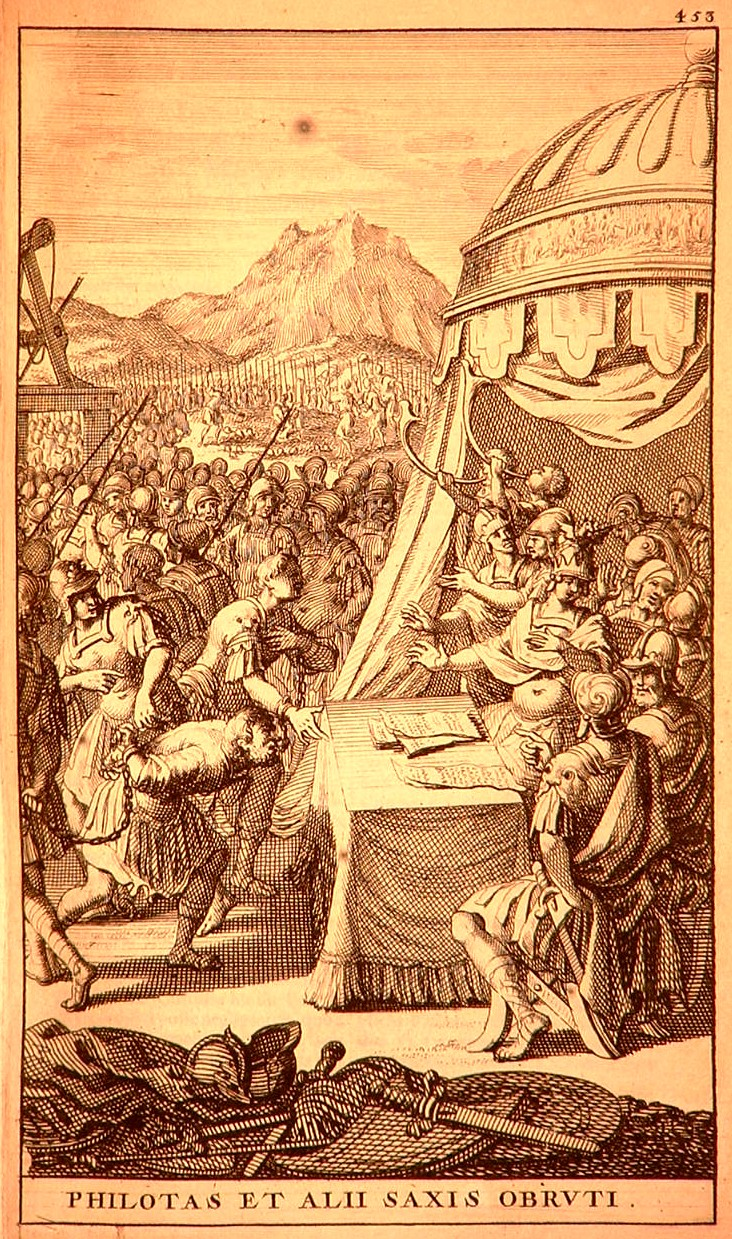
菲羅塔斯和同謀受到審判

菲羅塔斯（希臘語：Φιλώτας；？—前330年），他是馬其頓亞歷山大大帝時的將軍。父親是軍事上富有才能和經驗的帕曼紐。
前336年，亞歷山大在帕曼紐和安提帕特支持下登上王位，帕曼紐隨即處死對亞歷山大王位有威脅的阿塔羅斯。因此做為回報，帕曼紐的親屬都在軍中擁有相當地位，尤其是菲羅塔斯，他被命令統率馬其頓騎兵中最精銳的夥友騎兵，而夥友騎兵是國王的騎兵衛隊，在戰場上跟隨國王衝鋒陷陣。菲羅塔斯相當有軍事才華，也參與高加米拉戰役。但菲羅塔斯也相當自負，因此不俏說些奉迎的話，經常與人發生衝突，最後亞歷山大漸漸對他觀感不佳。
在前330年，波斯大流士三世被巴克特里亞總督貝蘇斯廢黜並殺害，亞歷山大大帝親率大軍在後進逼，這時爆發菲羅塔斯謀反的事件。當時傳出有人想對亞歷山大的性命不利，而牽扯出菲羅塔斯有嫌疑參與此事，因為菲羅塔斯明知有人想對亞歷山大不利，卻不曾向亞歷山大匯報，因而被認為有罪，在審判後當場被士兵用標槍刺死。然而根據普魯塔克記載，當時有人要想對亞歷山大報告此事，但菲羅塔斯卻以亞歷山大正在處理重要事務，兩度拒絕此人與亞歷山大會面，而使菲羅塔斯被影射有嫌疑，加上在審判時政敵搧風點火下，菲羅塔斯被認為有罪。
在處死菲羅塔斯後，其父親帕曼紐因此遭到株連而被處死。